# Psoa
Psoa là một chi bọ cánh cứng duy nhất trong phân họ Psoinae.